# زعفرانة (الكاف)
زعفرانة هي إحدى قرى ولاية الكاف بالجمهورية التونسية وتتبع إداريا معتمدية الكاف الشرقية.
1. ↑  "المناطق الترابية (العمادات) حسب الولايات والمعتمديات". اطلع عليه بتاريخ 2024-11-30.